# 苏尔梦
克劳婷·苏尔梦（法語：Claudine Salmon，中文名苏尔梦，1938年—），法国汉学家，专注于研究印度尼西亚华人历史及文化。
1962年，她毕业于法国东方语言学院华文系。两年后，她到北京大学修读两年历史，之后考取法国高级行政学院博士学位。她与其丈夫——法国东方学家丹尼斯·隆巴赫在1966年至1969年期间旅居于雅加达，并撰写了一些有关雅加达华人历史建筑的文章。他于2016年10月25日访问了厦门大学。

## 研究
根據苏尔梦在其专著《印尼華人馬來語文學》中的統計，印度尼西亚土生華人作家及翻譯家共有806位，他們的作品有2757部，佚名者的作品有248部，共计3005部，其中包括73出劇本，183首馬來長篇叙事詩（俗稱“莎雅爾”），233部西方文學作品譯本，759部中國作品譯本以及1398部長篇以及短篇小說。苏尔梦認爲，（截至到20世纪80年代）土生華人的文學作品的數量，遠遠超過所謂“正統印度尼西亚現代文學”作品。